# Петржалка (футбольний клуб)
Петржа́лка (словац. MFK Petržalka) — професіональний словацький футбольний клуб з району Петржалка міста Братислава.

## Попередні назви
- 1898 — «ПТЕ» (угор. PTE, Pozsonyi Torna Egyesület)
- 1919 — «ПТЕ» (угор. PTE, Polgári Torna Egyesület)
- 1939—1945 — «Енгерау» (нім. Engerau Pressburg)
- 1953 — «Ковосмалт» (словац. Kovosmalt Bratislava)
- 1956 — «Спартак-Космалт» (словац. Spartak Kovosmalt Bratislava)
- 1963 — «Поважскє Строярне» (словац. TJ Považské Strojárne Bratislava)
- 1965 — «Спартак Скларске строє» (словац. Spartak Sklárske stroje Bratislava)
- 1974 — «СКС» (словац. TJ SKS Bratislava)
- 1976 — «ЗТС Петржалка» (словац. TJ ZTS Petržalka)
- 1986 — Об'єднався з клубом «Інтер-Словнафт» (Братислава) в «Інтер-Словнафт ЗТС» (словац. TJ Internacionál Slovnaft ZŤS Bratislava), в 1990 році знову виділився в самостійний клуб.
- 1990 — «ЗТС Петржалка» (словац. TJ ZŤS Petržalka)
- 1990 — «Гідроніка Петржалка» (словац. 1. FC Hydronika Petržalka)
- 1991 — «Петржалка» (словац. 1. FC Petržalka)
- 1993 — «Артмедія Петржалка» (словац. FK Artmedia Petržalka)
- 2005 — «Артмедия» Братислава (словац. FC Artmedia Bratislava)
- 2007 — «Артмедія Петржалка» (словац. FC Artmedia Petržalka)
- 2009 — «Петржалка» (словац. MFK Petržalka)

## Історія
Клуб є двічі володарем Кубка Словаччини (2004, 2008), одноразовим володарем Суперкубка Словаччини (2005) та двічі чемпіоном країни (2005, 2008). Найбільшим єврокубковим успіхом команди є вихід до групового етапу Ліги чемпіонів у сезоні 2005-06. «Артмедія» вийшла до Кубка УЄФА з 3-ого місця у групі H, де вони здолали «Порту» на Ештадіо де Драгау 2:3.

## Виступи в єврокубках
| Сезон   | Змагання        | Раунд   | Країна               | Клуб            | Вдома        | На виїзді | В сукупності |  |
| ------- | --------------- | ------- | -------------------- | --------------- | ------------ | --------- | ------------ |  |
| 2001    | Кубок Інтертото | 1Р      | Литва                | Екранас         | 1–1          | 1–1       | 2–2 (4–3 п)  |  |
| 2001    | Кубок Інтертото | 2Р      | Словенія             | Цельє           | 1–1          | 0–5       | 1–6          |  |
| 2003–04 | Кубок УЄФА      | КР      | Люксембург           | Ф91 Дюделанж    | 1–0          | 1–0       | 2–0          |  |
| 2003–04 | Кубок УЄФА      | 1Р      | Франція              | Бордо           | 1–1          | 1–2       | 2–3          |  |
| 2004–05 | Кубок УЄФА      | 2КР     | Україна              | Дніпро          | 0–3          | 1–1       | 1–4          |  |
| 2005–06 | Ліга чемпіонів  | 1КР     | Казахстан            | Кайрат          | 4–1 (дод.ч.) | 0–2       | 4–3          |  |
| 2005–06 | Ліга чемпіонів  | 2КР     | Шотландія            | Селтік          | 5–0          | 0–4       | 5–4          |  |
| 2005–06 | Ліга чемпіонів  | 3КР     | Сербія та Чорногорія | Партизан        | 0–0          | 0–0       | 0–0 (4–3 п)  |  |
| 2005–06 | Ліга чемпіонів  | Група H | Італія               | Інтернаціонале  | 0–1          | 0–4       | 3-є місце    |  |
| 2005–06 | Ліга чемпіонів  | Група H | Португалія           | Порту           | 0–0          | 3–2       | 3-є місце    |  |
| 2005–06 | Ліга чемпіонів  | Група H | Шотландія            | Рейнджерс       | 2–2          | 0–0       | 3-є місце    |  |
| 2005–06 | Кубок УЄФА      | 1/16    | Болгарія             | Левські         | 0–1          | 0–2       | 0–3          |  |
| 2006–07 | Кубок УЄФА      | 1КР     | Грузія               | ВІТ Джорджія    | 1–2          | 2–0       | 3–2          |  |
| 2006–07 | Кубок УЄФА      | 2КР     | Білорусь             | Динамо Мінськ   | 2–1          | 3–2       | 5–3          |  |
| 2006–07 | Кубок УЄФА      | 1Р      | Іспанія              | Еспаньйол       | 2–2          | 1–3       | 3–5          |  |
| 2007–08 | Кубок УЄФА      | 1КР     | Молдова              | Зімбру          | 1–1          | 2–2       | 3–3 (г)      |  |
| 2007–08 | Кубок УЄФА      | 2КР     | Вірменія             | Міка            | 2–0          | 1–2       | 3–2          |  |
| 2007–08 | Кубок УЄФА      | 1Р      | Греція               | Панатінаїкос    | 1–2          | 0–3       | 1–5          |  |
| 2008–09 | Ліга чемпіонів  | 1КР     | Мальта               | Валетта         | 1–0          | 2–0       | 3–0          |  |
| 2008–09 | Ліга чемпіонів  | 2КР     | Фінляндія            | Тампере Юнайтед | 4–2          | 3–1       | 7–3          |  |
| 2008–09 | Ліга чемпіонів  | 3КР     | Італія               | Ювентус         | 1–1          | 0–4       | 1–5          |  |
| 2008–09 | Кубок УЄФА      | 1Р      | Португалія           | Брага           | 0–2          | 0–4       | 0–6          |  |

## Попередні емблеми клубу

Емблема «Артмедія Братислава»
Емблема «Артмедія Петржалка»